# Ratjetoe (tekenfilmserie)

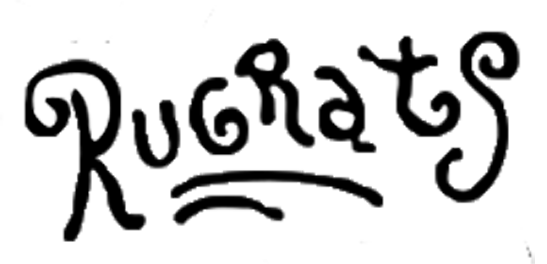
De typografie van Rugrats, de titel van Ratjetoe in het Engels

Ratjetoe is de Nederlandse titel van de Amerikaanse animatieserie Rugrats. Het programma werd bedacht door Arlene Klasky, Gábor Csupó en Paul Germain en werd uitgezonden op Nickelodeon. De serie werd geproduceerd tussen 1991 en 2005. In Nederland was de serie vanaf 1995 te zien bij de KRO. In Vlaanderen verscheen de reeks eerst op Kanaal Twee en op VTM bij TamTam.

## Geschiedenis
Ratjetoe werd bedacht door Arlene Klasky, Gabor Csupo (Klasky Csupo) en Paul Germain. Het idee ontstond nadat Arlene Klasky haar tweede kind had gekregen en besloot meer thuis te blijven om voor haar kinderen te zorgen. Ze vroeg zich af hoe vanuit de belevingswereld van een baby de wereld eruit zou zien en stelde zich voor wat baby's zouden zeggen als ze konden praten. Arlene Klasky besloot uiteindelijk dit verhaal verder uit te werken tot een tekenfilmserie.

## Verhaal
Baby's hebben hun eigen kijk op de wereld. Ze vinden in tegenstelling tot volwassene clowns niet grappig, en geloven dat er wel gevaren in de achtertuin zijn.
Vier baby's genaamd Tommy Zoetzuur, Dickie Finkers en de tweeling Phil en Lil beleven avonturen in de wel 'gevaarlijke' achtertuin en in de strijd tegen hun oudere plaaggeest Angeliekje Zoetzuur.

## Personages

### Baby's
- Tommy Zoetzuur (Tommy Pickles) is het dapperst en meest ondernemend van alle baby's. Hij is een jaar oud.
- Dicky Finkers (Chuckie Finster) is het minst dapper. Hij is bang voor alles en iedereen. Dicky is twee jaar oud.
- Phil DeWitt (Phil DeVille) is de jongen van de tweeling. Hij doet graag met Tommy mee en is gek op viezigheid.
- Lil DeWitt (Lil DeVille) is het meisje van de tweeling. Ze is ongeveer hetzelfde als Phil. Ze zijn beiden een jaar oud.
- Dil Zoetzuur (Dil Pickles) is het jongere broertje van Tommy. Hij is gestoord door een klap op zijn hoofd, maar dit wordt pas echt duidelijk in All Grown Up!. Dil komt later in de serie pas en is dan enkele maanden oud.
- Kimi Finkers (Kimi Finster) is het stiefzusje van Dicky. Pas in All Grown Up! krijgt Kimi grotere en opvallendere rollen. Kimi is even oud als Tommy.

### Peuters
- Angeliekje Zoetzuur (Angelica Pickles) is het nichtje van Tommy. Ze is 3 jaar oud en kan, in tegenstelling tot de baby's, spreken. Dat misbruikt ze door de baby's te plagen, want Angeliekje is een pestkop.
- Susie Karremans (Susie Carmichael) is even oud als Angeliekje, maar in tegenstelling tot haar, is Susie wel bevriend met de baby's en vindt ze het leuk wat ze doen.

## Prijzen
- Annie Award
  - 1995 - Genomineerd - Best Individual Achievement for Writing in the Field of Animation
- Artios Award
  - 2000 to 2003 - Genomineerd - Best Casting for Animated Voice Over, Television
- Daytime Emmy Award
  - 1993, 2003 - Gewonnen - Outstanding Animated Children's Program
  - 2004 - Genomineerd - Outstanding Animated Children's Program
- Emmy Award
  - 1997, 1999 to 2002 - Genomineerd - Outstanding Children's Program
- Genesis Award
  - 1999 - Gewonnen - Television - Children's Programming
- World Animation Celebration Award
  - 1999 - Gewonnen - Best Director of Animation for a Daytime Series
- Kids' Choice Awards
  - 1996, 1997, 1998, 1999 - Gewonnen - Favorite Cartoon

## Games
- Rugrats: Search for Reptar (PlayStation)
- Rugrats: Studio Tour (PlayStation)
- Rugrats: Scavenger Hunt (Nintendo 64)
- Rugrats in Paris: The Movie (video game)|Rugrats in Paris - The Movie (Nintendo 64, Game Boy Advance, PC CD Rom, PlayStation)
- Rugrats: Totally Angelica (PlayStation, Game Boy Advance)
- Rugrats: Totally Angelica Boredom Busters (PC CD Rom)
- Rugrats: Go Wild (PC CD Rom, Game Boy Advance)
- Rugrats: All Growed Up - Older and Bolder (PC CD Rom)
- Rugrats: Castle Capers (Game Boy Advance)
- Rugrats: Royal Ransom (PlayStation 2, Nintendo GameCube)
- Rugrats: I Gotta Go Party (Game Boy Advance)
- Rugrats: The Movie (Game Boy, Game Boy Color)
- Rugrats: Time Travelers (Game Boy Color)
- Rugrats Activity Challenge (PC CD Rom)
- Rugrats Adventure Game (PC CD Rom)
- Rugrats Food Fight (Mobile Phone)
- Rugrats Muchin Land (PC CD Rom)
- The Rugrats Mystery Adventures (PC CD Rom)
- Rocket Power: Team Rocket Rescue (PlayStation) (Tommy en Angelica verschijnen als gastpersonages)
- Nicktoons Racing (PlayStation, Game Boy Advance, Game Boy Color, Microsoft Windows, Arcade) (Tommy and Angeliekje zijn bespeelbare personages (in het Engels: characters))
- Nicktoons: Attack of the Toybots (Wii, Nintendo DS, PlayStation 2, Game Boy Advance) (Tommy en Angeliekje zijn te zien, maar zijn geen bespeelbare personages.)

## Vervolg
Er is een vervolg uitgebracht op de serie, waarin de baby's pubers zijn geworden. Deze serie heet All Grown Up!.
In Engeland en de Verenigde Staten is voor All Grown Up ook nog Angelica and Susie's Pre-School Daze uitgezonden waarin Angeliekje en Suzie naar de basisschool gaan.